# Ленцов закон
Ленцов закон је формулисао немачки физичар Хајнрих Ленц у 1833. и даје смер индуковане ЕМС услед електромагнетне индукције, стога:
Електромоторна сила (ЕМС) индукована у електричном колу увек има смер, такав да струја, коју емс ствара том колу, индукује магнетско поље које се супротставља промени магнетног флукса.

## Дефиниција
Индукована струја, у затвореној струјној контури увек тече у таквом смеру да се њено магнетно поље супротставља магнетном пољу које ту струју индукује.

## Објашњење
Ленцов закон тврди да у датом колу са индукованом ЕМС која настаје услед промене магнетног флукса, та индукована ЕМС ствара струју која тече у смеру који се супротставља промени флукса. Односно, ако опадајући магнетни флукс индукује ЕМС, резултујућа струја ће се супротстављати даљем опадању магнетног флукса. Такође, зе ЕМС индуковану услед растућег магнетног флукса, резултујућа струја ће тећи у смеру који се супротставља даљем расту флукса.
Важно је приметити да ће индукована струја увек тећи у смеру који се супротставља промени магнетног флукса, али се не супротставља самом магнетном флуксу.
Лензов закон се може извести и из Фарадејевог закона магнетне индукције, додавањем знака минус са десне стране једначине.

## Ленцов закон и закон одржања енергије
Ленцов закон је последица одржања енергије. Ако се магнет креће ка затвореној контури, онда, индукована струја у контури ствара поље које делује силом која се супротставља кретању магнета. Контура успоставља магнетско поље слично магнетском пољу магнета, тако да је, на пример, северни пол магнетског поља контуре усмерен ка северном полу магнета. А два једнака магнетна пола се одбијају. Тако да се мора применити јача сила како би магнет могао и даље да се приближава контури.
Претпоставимо супротно, да се струја индукује у супротном смеру. Тада би северни пол магнета био у смеру јужног пола контуре, па би поље контуре убрзало магнет ка контури. Како магнет убрзава ка контури, и струја у контури би се појачавала, стварајући још јачу силу на магнет и веће убрзање. И кинетичка енергија магнета, и електрична енергија у контури би се повећавале. То значи, да бисмо уз малу силу на магнет, могли да добијемо велике количине енергије, што, јасно, крши закон о одржању енергије. Зато се ЕМС супротставља променама које је индукују, на пример, промени магнетног флукса.